# Stevenage
Stevenage is een Engels district in het shire-graafschap (non-metropolitan county OF county) Hertfordshire en telt 88.000 inwoners. De oppervlakte bedraagt 26 km².
Van de bevolking is 13,9% ouder dan 65 jaar. De werkloosheid bedraagt 2,9% van de beroepsbevolking (cijfers volkstelling 2001).
Het lokale voetbalelftal is Stevenage FC, uitkomend in de Engelse vierde klasse.

## Stedenband
- Ingelheim am Rhein (Duitsland)

## Geboren in Stevenage
- Edward Gordon Craig (1872-1966), acteur en toneeltheoreticus
- Jason Shackell (1983), voetballer
- Lewis Hamilton (1985), autocoureur
- Ashley Young (1985), voetballer
- Ed Westwick (1987), acteur en zanger
- Alex Pettyfer (1990), acteur en model
- Jack Wilshere (1992), voetballer
- Charli XCX (1992), zangeres
- Keinan Davis (1998), voetballer